# Stanisław Żuprański
Stanisław Jan Żuprański (ur. 3 listopada 1874 w Łęczycy, zm. 4 kwietnia 1938 w Kaliszu) – podpułkownik piechoty Wojska Polskiego.

## Życiorys
Urodził się 3 listopada 1874 w Łęczycy. Syn Ignacego i Marii z Szulakiewiczów. Uczył się w gimnazjum w Kaliszu (prawdopodobnie w Męskim Gimnazjum Klasycznym), pod koniec lat 80. XIX wieku wraz z rodziną przeprowadził się do Władykaukazu, gdzie kontynuował naukę w Szkole Realnej, którą ukończył w 1892 roku.
We wrześniu 1892 roku zgłosił się na ochotnika do armii rosyjskiej, gdzie przydzielono go do 80 Kabardyńskiego Pułku Piechoty w Aleksandropolu. W 1894 roku został wysłany do Szkoły Wojskowej w Tyflisie, którą ukończył w 1896 roku, uzyskując stopień podporucznika i przydział do 187 Awarskiego Pułku Piechoty. Od 30 maja 1908 roku pełnił funkcję pomocnika naczelnika wojskowego Baku. W 1909 roku został awansowany na stopień kapitana i objął stanowisko naczelnika wojskowego w Szemasze, funkcję tę pełnił do 1914 roku.
Podczas I wojny światowej brał udział w walkach na froncie rosyjsko–tureckim jako dowódca batalionu 3 Kaukaskiego Pułku Strzelców. 10 lutego 1915 roku awansował na stopień podpułkownika. 24 lutego 1915 roku z powodu choroby został ewakuowany do Tyflisu i uznany za niezdolnego do pełnienia dalszej służby na froncie, następnie został jednak przydzielony do oddziału pełniącego służbę na granicy z Persją. 
1 marca 1917 roku został przydzielony do sztabu Kaukaskiego Okręgu Wojskowego, 30 maja tego samego roku został naczelnikiem punktu ewakuacyjnego w Noworosyjsku. Po rewolucji październikowej przydzielono mu stanowisko pomocnika naczelnika punktu ewakuacyjnego, wkrótce potem porzucił służbę w armii rosyjskiej. W połowie 1918 roku przybył do Warszawy, 17 lipca 1918 roku zgłosił się do służby w Polskiej Sile Zbrojnej, gdzie pozostawał bez przydziału. W grudniu 1918 roku zamieszkał w Kaliszu, wkrótce potem został kierownikiem Sekcji Poboru i Uzupełnień w Wydziale Uzupełnień Ministerstwa Spraw Wojskowych.
10 stycznia 1919 został komendantem Powiatowej Komendy Uzupełnień Kalisz. Równocześnie pełnił obowiązki komendanta miasta Kalisza. Od jesieni do końca 1919 służył w Sztabie Dowództwa Okręgu Generalnego „Łódź” na stanowisku szefa Oddziału V dla Spraw Żołnierskich.
15 lipca 1920 został zatwierdzony z dniem 1 kwietnia 1920 w stopniu majora, w piechocie, w grupie oficerów byłych Korpusów Wschodnich i byłej armii rosyjskiej. Tego samego dnia minister spraw zezwolił mu „korzystać tytularnie ze stopnia podpułkownika”. W tym czasie nadal pełnił służbę w PKU 29 pp w Kaliszu. W lipcu tego roku został przydzielony do Dowództwa Okręgu Generalnego „Kielce” na stanowisko szefa Wydziału V Sztabu. 21 lipca 1920 został uznany przez Komisję Superrewizyjną za niezdolnego do służby frontowej, a zdolnego wyłącznie do służby kancelaryjno-administracyjnej. 29 lipca tego roku został przeniesiony na stanowisko komendanta PKU Poznań. 1 czerwca 1921 został wcielony do 57 Pułku Piechoty Wielkopolskiej, jako oddziału macierzystego z pozostawieniem na zajmowanym stanowisku w PKU Poznań. W listopadzie 1921, w związku z wprowadzeniu pokojowej organizacji służby poborowej, został wyznaczony na stanowisko inspektora komend uzupełnień. 3 maja 1922 został zatwierdzony w stopniu podpułkownika ze starszeństwem z 1 czerwca 1919 i 91. lokatą w korpusie oficerów piechoty. Później został przeniesiony do 60 Pułku Piechoty Wielkopolskiej w Ostrowie Wlkp. i przydzielony do Departamentu Piechoty Ministerstwa Spraw Wojskowych na stanowisko zastępcy szefa Wydziału Poborowego. Brał udział w pracach nad ustawą o powszechnym obowiązku służby wojskowej, która została uchwalona 23 maja 1924. Za ten okres służby otrzymał pochwałę ówczesnego ministra spraw wojskowych gen. dyw. Władysława Sikorskiego. 
10 stycznia 1925 roku poślubił Stanisławę Jankę. W styczniu 1925 na własną prośbę został przydzielony do Powiatowej Komendy Uzupełnień Łódź Powiat na stanowisko komendanta.  Z dniem 1 marca 1927 został mu udzielony dwumiesięczny urlop z zachowaniem uposażenia, a z dniem 30 kwietnia tego roku został przeniesiony w stan spoczynku.
W 1934, jako oficer stanu spoczynku pozostawał w ewidencji PKU Kalisz. Posiadał przydział do Oficerskiej Kadry Okręgowej Nr VII. Był wówczas „przewidziany do użycia w czasie wojny”.
Po zakończeniu służby wojskowej zamieszkał w Poznaniu, a następnie w Kaliszu. Był członkiem zarządu miejscowego koła Towarzystwa byłych wychowańców szkół kaliskich, członkiem zarządu Ligi Obrony Powietrznej i Przeciwgazowej oraz członkiem Związku Obrony Kresów Zachodnich i Stowarzyszenia Byłych Wychowanków Kaliskich Szkół Średnich.
Zmarł 4 kwietnia 1938 w Kaliszu. Jego pogrzeb odbył się dwa dni później na Cmentarzu Tynieckim w Kaliszu.

## Odznaczenia
W trakcie służby w armii rosyjskiej został odznaczony Orderem Świętego Stanisława III klasy, Orderem Świętej Anny II i III klasy oraz perskim Orderem Lwa i Słońca II i III klasy.